# Arooka
Arooka fou un principat (tikhana) de l'Índia al Shekawati, dependent de Jaipur. S'hi va establir el takhur (noble) Duleha Singh el 1796.

## Llista de sobirans
- Duleha Singh 1796-1837
- Man Singh 1837-1839
- Mahtab Sinbgh 1839-1895
- Ramlal Singh 1895-1904
- Karni Singh 1904-1951
- Laxman Singh 1951-1954 (accedí a l'Índia l'1 d'agost de 1954)